# هیپوتالاموس
زیرنهنج یا هیپوتالاموس (به انگلیسی: Hypothalamus) غده‌ای است در مغز، که دستگاه عصبی را با کمک غدهٔ هیپوفیز به دستگاه غدد درون‌ریز متصل می‌کند. این غده پایین‌تر از تالاموس واقع شده و بخشی از سامانه لیمبیک است. به‌طور کلی، در اصطلاح‌شناسی نوروآناتومی، به قسمت پشتی مغز میانجی، هیپوتالاموس گفته می‌شود که در مغز همه مهره‌داران این غده یافت می‌شود. این عضو در انسان‌ها تقریباً به‌اندازه یک بادام است.
هیپوتالاموس بعضی از روندها و فعالیت‌های سوخت‌وسازی و دستگاه عصبی خودمختار را تنظیم می‌کند و همچنین نوروهومون‌های مخصوصی، معروف به هورمون‌های آزادکننده یا هیپوتالاموسی، را سنتز و ترشح می‌کند که به وسیله آنها ترشح هورمون‌ها از غده هیپوفیز، تحریک یا مهار می‌شود. هیپوتالاموس نقش بسیار گسترده‌ای در تعادل و پایداری بدن انسان دارد؛ به‌طوری که دمای بدن، گرسنگی، جنبه‌های مهم والدگری و رفتار دلبستگی مادرانه، تشنگی، خستگی، خواب و چرخه شبانه‌روزی را تنظیم می‌کند.
بخش قدامی یا سوپراکیاسماتیک، بخش میانی یا توبرال، بخش خلفی و بخش خارجی از قسمت‌های مختلف هیپوتالاموس هستند که هر بخش هسته‌هایی دارد. قسمت خارجی هسته‌های پره اپتیک خارجی و هیپوتالاموس خارجی را شامل می‌شود. هیپوتالاموس خارجی مرکز تنظیم و تحریک گرسنگی و تشنگی است و اختلال در عملکرد آن باعث بی اشتهایی و لاغری می‌شود. هسته‌های خلفی به‌طور کلی رفتارهای مربوط به بقا و کنترل سیستم سمپاتیک و تنظیم حرارت بدن در پاسخ به سرما را بر عهده دارند. 

## کارکرد هیپوتالاموس
هیپوتالاموس درواقع یک دستگاه کنترل‌کنندهٔ بدن است. این بخش از مغز با تأثیری که بر هیپوفیز می‌گذارد، فعالیت بسیاری از غده‌های بدن مثل پانکراس (لوزالمعده)، تیروئید و … را کنترل می‌کند. این عمل از طریق ترشح دونوع هورمون به نام‌های آزادکننده و مهارکننده می‌باشد که نوع اول ترشحات هیپوفیز را زیادتر و نوع دوم آن را کمتر می‌کند.
علاوه بر آن هیپوتالاموس دمای بدن، گرسنگی، تشنگی و چرخه زمانی بدن را تنظیم می‌کند.
| هورمون آزاد شده                                          | مخفف                                                                                           | تولید شده توسط                                     | تاثیر |
| -------------------------------------------------------- | ---------------------------------------------------------------------------------------------- | -------------------------------------------------- | --- |
| هورمون آزادکنندهتیروتروپین (هورمون آزاد کننده پرولاکتین) | TRH, TRF, یا PRH                                                                               | سلول های ترشح کننده پاروسلولار هسته پاراونتریکولار | تحریک کردن هورمون تحریک کننده-TSH ازاد شده از قسمت پیشین غده هیپوفیز هیپوفیز پیشین (به طور اصلی) تحریک آزاد سازی پرولاکتین از هیپوفیز پیشین |
| هورمون آزادکننده کورتیکوتروپین                           | CRH یا CRF                                                                                     | سلول های ترشح کننده پاروسلولار هسته پاراونتریکولار | تحریک آزاد سازی هورمون آزاد کننده آدرنوکورتیکوتروپین (ACTH) از هیپوفیز پیشین                                                                |
| دوپامین (به عنوان ناقل عصبی مهار کننده پرولاکتین)        | DA یا PIH \|\| نورون های دوپامین هسته منحنی \|\| مهار کردن آزادسازی پرولاکتین از هیپوفیز پیشین |                                                    | |
| هورمون آزادکننده هورمون رشد                              | GHRH                                                                                           | نورون های غدد درون ریز هسته قوسی شکل               | تحریک آزاد سازی هورمون رشد (GH) از هیپوفیز پیشین                                                                                            |
| هورمون آزادکننده- گنادوتروپین                            | GnRH یا LHRH                                                                                   | سلول های نورون های غدد درون‌ریز ناحیه پره‌اپتیک      | تحریک آزاد سازی هورمون محرک فولیکولی (FSH) از هیپوفیز پیشین- تحریک آزاد سازی هورمون لوتئینی (LH) از هیپوفیز پیشین                           |
| سوماتواستاتین (هورمون مهارکننده هورمون رشد )             | SS, GHIH, یا SRIF                                                                              | سلولهای نورون های غدد درون ریز هسته-پریونتریکولار  | مهار آزادسازی هورمون‌ رشد (GH) از هیپوفیز پیشین مهار هورمون محرک تیروئید (TSH) از هیپوفیز پیشین                                              |

به‌طور کلی هیپوتالاموس مرکز اعمال غریزی است، مانند احساس گرسنگی، سیری، تشنگی، تنظیم دمای بدن، تنظیم فشار خون، رفتارهای هیجانی مثل خشم و ترس و اضطراب و نیز عاطفه. نیز باعث ترشح هورمون رشد -که باعث رشد استخوان می‌گردد- و هورمون تیروتروپ (برانگیزندهٔ غدهٔ تیرویید)، هورمون آزاد کننده کورتیکوتروپین (CRH) (مؤثر برغده فوق کلیه)، هورمون لاکتوژن (مؤثر بر پرولاکتین)، هورمون آزادکننده گنادوتروپین‌ها (مؤثر بر هورمون FSH و LH) (برانگیزنده‌های غدد جنسی) می‌شود.
در پدیدهٔ تولید مثل، چند سطح کنترل هورمونی وجود دارد که هیپوتالاموس اولین سطح کنترل مغز است. انواع محرک بیرونی به مغز می‌رسد و محرک‌های مربوط به تولید مثل به هیپوتالاموس وارد می‌شوند. برای نمونه در گوسفند کاهش تدریجی دورهٔ روشنایی منجر به تحریک هورمونی می‌شود در حالی که در جانوران دیگر از قبیل خرگوش جفت‌گیری محرک اولیهٔ تخمک‌گذاری است از دیگر محرک‌های حسی می‌توان محرک بویایی را نام برد. مشخص شده که اغلب این محرک‌های خارجی از طریق تأثیر هیپوتالاموس بر هیپوفیز منجر به تغییر فعالیت‌های هورمونی می‌شوند. تحت اثر این محرک‌ها فاکتورهای رها کننده و مهارکننده از هیپوتالاموس رها شده این عوامل به لوب پیشین هیپوفیز منتقل می‌شوند. از جمله این فاکتورها هورمون رها کننده گنادوتروپین (GnRH)است.

## آسیب هیپوتالاموس
آسیب هیپو تالاموس مایهٔ به‌هم‌ریختگیِ چندین فعالیت نباتی و برخی فعالیت‌های انگیزشی همانند غریزهٔ جنسی، مبارزه‌طلبی، و احساس گرسنگی می‌گردد. هیپوتالاموس در هیجان‌ها (احساسات) نیز نقش دارد. بخش‌های پهلویی، به گونه‌ای ویژه می‌نماید که با احساس لذت و خشم ربط داشته‌باشد، در حالی که به خشم آنی به بیزاری، احساسات ناخوشایند و گرایش به خنده های بلند و مهارناشدنی ربط داده می‌شود.
هیپوتالاموس بیشتر به ابراز احساسات مربوط می‌شود؛ هنگامی که نشانه‌های فیزیکی احساسات آشکار می‌گردد، خطر احتمالی برآمده ازشان از راه هیپوتالاموس به سیستم لیمبیک و سرانجام به هستهٔ پیش‌مغز منتقل می‌شود که مایهٔ افزایش دلواپسی می‌گردد.

## نگارخانه

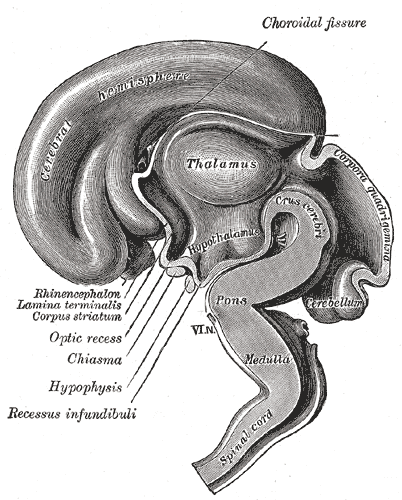
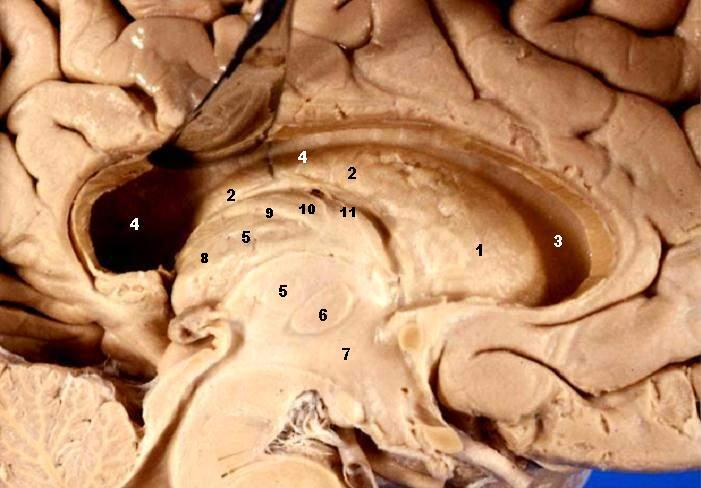